# 调音部位

调音部位 (主動與被動)：1.外唇、2.内唇、3.牙齒、4.齒齦、5.齒齦後部、6.硬腭前部、7.硬腭、8.軟腭、9.小舌、10.咽腔壁、11.声門、12.會厭、13.舌根、14.舌面後、15.舌面前、16.舌葉、17.舌尖、18.舌尖下部

調꜄音部位（英語：Place of articulation，簡稱POA），也称调音位置、發音部位、发音位置，在语音学上指的是辅音发音时，口腔或者咽腔中受到阻碍的位置。

## 概觀
人類透過下列的方法來發出聲音：
1. 气流：自肺部呼出的空氣會通過氣管、喉頭及咽頭產生穩定的氣流。
2. 发声：氣流會讓咽頭裡的聲帶振動，產生聲波。
3. 调音：根據嘴唇、下顎、舌頭、軟腭及其他發聲器官的位置與形狀，會在聲道中形成不同的共振峰，改變聲波的波形，產生出不同的聲音。
4. 最後，聲波會透過嘴巴及鼻孔等開口傳播到環境之中。

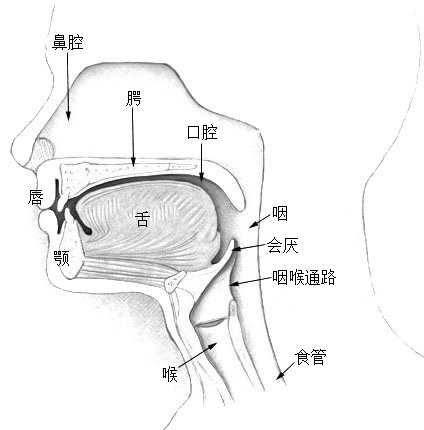
人类发声构造；此图显示“腭”与“颚”为不同部位。图中“颚”是指下颚（下颌），但图未标示“上颚”（上颌）。

## 被動调音部位
被動调音部位是指调音時，聲道內相對靜止的部分，可以是嘴唇、上齒、牙齦或口腔頂端至喉嚨後端的任一地方。雖然被動调音部位為連續的一片，但存在著些對比的區域。人類語言會將這些不同區域所發出的聲音識別為不同的子音，除非有其他能相對比的特徵，否則很少有語言會將同一個區域所發出的聲音識別為不同的聲音。下面列出這些對比的區域：
- 上唇（唇音）
- 上齒，包含牙齒的邊緣及內面（齒音）
- 牙齦（齒齦音）
- 牙齦後方（齒齦後音）
- 口腔上方的硬腭（硬腭音）
- 口腔上方較後端的軟腭（軟腭音）
- 垂在喉嚨入口處的小舌（小舌音）
- 咽頭（咽音）
- 在氣管的入口處，位於喉頭上方的會厭（會厭音）

上述區域並不總是可嚴格區分的。舉例來說，在一些語言內，舌頭表面會同時接觸到上齒背部至牙齦脊的區域。同樣地，牙齦與牙齦後方、硬腭與軟腭、軟腭與小舌，以及所有的相鄰區域，也都會併在一起。這些發音會被更精確地稱為「前軟腭音」（介於硬腭與軟腭間）、「後軟腭音」（介於軟腭與小舌間）及「上」與「下」咽音。不過，一個語言若區分前軟腭音與後軟腭音，則一定無法區分軟腭音與小舌音，因此會讓子音維持上述所稱的數量，即使不總會在上述所稱之確認位置上。

## 主動调音部位
主動调音部位是指调音時，聲道內相對活動的部分，一般為舌頭或嘴唇的某個部分。下面列出已知為對比的區域：
- 下唇（唇音）
- 舌頭前端的各個部位（舌冠音）
  - 舌尖（舌尖音）
  - 舌葉（舌葉音）
  - 舌尖下部（舌頂下音（英语：Subapical consonant））
- 舌頭背部（舌背音）
- 舌頭根部與喉嚨（咽音）

在雙唇音裡，上下唇都會移動，讓嘴唇合在一起调音，但依照慣例，下唇被歸為主動调音部位，而上唇則被歸為被動调音部位。同樣地，在舌唇音裡，舌頭碰觸上唇時，上唇也會主動下移碰觸舌頭，但舌頭會被歸為主動调音部位，而上唇則被歸為被動调音部位。如果沒有其他理由，聲道下方的部位通常會被歸為主動调音部位，而聲道上方的部位則通常會被歸為被動调音部位。
在舌背音裡，舌背的不同部位會碰觸到口腔上方的不同部位，但無法獨立控制碰觸的部位，因此均歸為「舌背音」。舌冠音涉及的调音部位則為較為靈活的舌頭前端。
會厭可能會主動碰觸咽頭，或被動被杓會厭襞被碰觸。调音在喉嚨內的區別是非常難以觀察的，而且還在持續地研究之中，其中仍有幾個被認為可能的組合還未被識別出來。
聲門會調整氣流通過大小來调音。在聲門音、咽音及會厭音間有時會有著模糊的界線，因為這種音都是使用相同的區域來调音。
不像被動调音部位為連續的一片，主動调音部位可明確區分成5個不同的部位：嘴唇（唇音）、靈活的舌頭前端（舌冠音：舌尖、舌葉及舌尖下部）、舌頭背部（舌背音）、舌頭根部與會厭（咽音）及聲門（聲門音）。這些调音部位可獨立作用，也可以由兩個以上的调音部位共同作用，稱為之「協同调音」。不過，舌頭前端的各個部位，舌尖、舌葉及舌尖下部為連續的一片，沒有明確的界限。

## 发音與调音部位列表
| 發音   | 發音            | 主動和被動调音部位            |
| ------ | --------------- | ----------------------------- |
| 唇     | 唇              | 雙唇                          |
| 唇     | 唇              | 唇齒                          |
| 舌面前 | 舌葉            | 舌唇                          |
| 舌面前 | 舌葉            | 齒間                          |
| 舌面前 | 舌葉            | 舌葉齒                        |
| 舌面前 | 舌葉            | 舌葉齒齒齦                    |
| 舌面前 | 舌葉            | 舌葉齒齦                      |
| 舌面前 | 舌葉            | 舌葉齒齦後 (「捲舌音」#1)     |
| 舌面前 | 拱 (部份腭音化) | 拱齒齦後 (「齦腭音」)         |
| 舌面前 | 腭音化          | 腭音化齒齦後 (「齦腭音」)     |
| 舌面前 | 舌尖            | 舌尖齒                        |
| 舌面前 | 舌尖            | 舌尖齒齦                      |
| 舌面前 | 舌尖            | 舌尖齒齦後 (「捲舌音」#2)     |
| 舌面前 | 舌尖下          | 舌尖下(前)硬腭 (「捲舌音」#3) |
| 舌面   | 舌面            | 硬腭前                        |
| 舌面   | 舌面            | 硬腭                          |
| 舌面   | 舌面            | 軟腭前 (或腭間)               |
| 舌面   | 舌面            | 軟腭                          |
| 舌面   | 舌面            | 軟腭後                        |
| 舌面   | 舌面            | 小舌                          |
| 舌根   | 舌根            | 咽腔上                        |
| 舌根   | 舌根            | 咽腔下                        |
| 舌根   | 舌根            | 會厭咽腔                      |
| 舌根   | 舌根            | 會厭                          |
| 喉頭   | 喉頭            | 聲門                          |

## 参看
- 调音方法
- 語音學主題索引（英语：Index of phonetics articles）
- 韵图
- 三十六字母

## 外部連結
- interactive places and manners of articulation